# Ernst Scherenberg

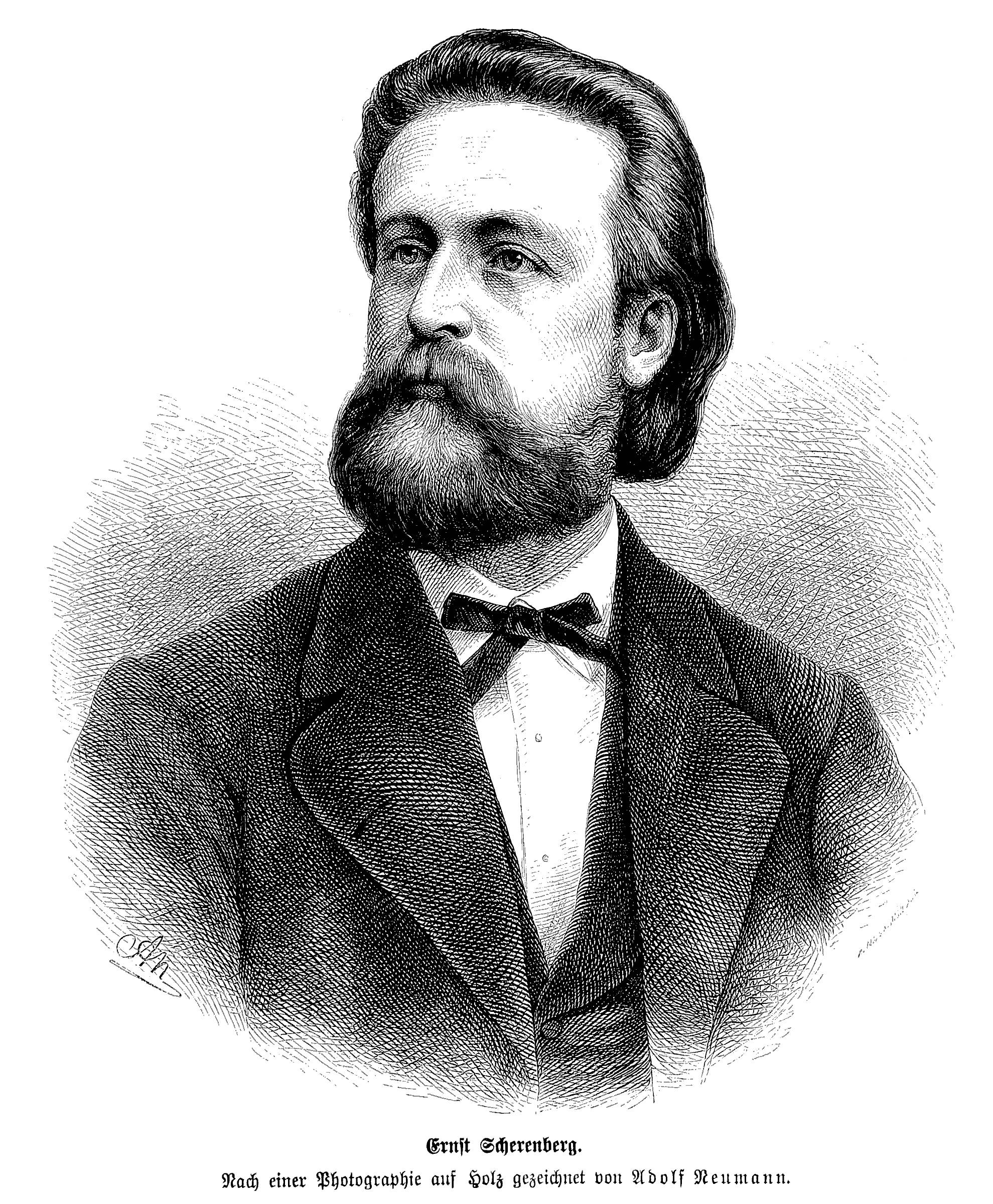
Ernst Scherenberg. 1879

Ernst Scherenberg (* 21. Juli 1839 in Swinemünde; † 19. September 1905 in Eisenach) war ein deutscher lyrischer Dichter.

## Leben
Ernst Scherenberg war der Sohn eines Schiffsreeders und verbrachte seine Jugend in Swinemünde. Die Stadt, damals noch kein bekannter Badeort, und ihre landschaftliche Umgebung übten auf seine spätere Schaffenskraft als lyrischer Dichter eine prägende Wirkung aus. Er kam zunächst auf das Stettiner Gymnasium, wechselte dann jedoch zu einer Gewerbeschule, um Kaufmann zu werden. Dem Wunsch seines Vaters folgend, einen praktischen Beruf zu ergreifen, begann er anschließend eine Lehre in einer Berliner Maschinenfabrik. Da das Künstlerische schon früher auf ihn eine größere Anziehungskraft ausgeübt hatte als die praktische Tätigkeit eines Handwerkers, entschloss er sich, einen anderen Beruf zu wählen. Er besuchte deshalb eine Zeitlang die Kunstakademie Berlin, um Maler zu werden. Dann wandte er sich jedoch der Schriftstellerei zu.
Von 1862 bis 1864 war Scherenberg Redakteur der Berliner Frauenzeitung Viktoria, von 1865 bis 1870 Redakteur beim Braunschweiger Tageblatt und anschließend bis 1883 Chefredakteur der Elberfelder Zeitung. Ab 1874 leitete er die Redaktion des in Düsseldorf erscheinenden Deutschen Künstler-Albums und kam dadurch auch in Kontakt mit Anastasius Grün, dem Grafen Anton Auersperg. Er wechselte dann als Syndikus zur Elberfelder Handelskammer.
Später übernahm er zusätzlich die Aufgabe des Generalsekretärs des Vereins Deutscher Eisengießereien, der seinen Sitz in Eisenach hatte. Beide Ämter hatte er bis zu seinem plötzlichen Tod inne.
Ähnlich wie sein Verwandter Christian Friedrich Scherenberg, Autor eines epischen Waterlooliedes, dessen Neffe er war, vertrat Ernst Scherenberg eine patriotische Grundhaltung. Er war ein Befürworter des monarchistischen Prinzips und Verehrer Kaiser Wilhelms I. Er bewunderte den Reichsgründer Otto von Bismarck und schaltete sich mit der Herausgabe des Buchs Gegen Rom! – Zeitstimmen deutscher Dichter in dessen Kulturkampf gegen den ultramontanen Katholizismus ein. Parteigänger der Ultramontanen reagierten mit der Gegenschrift Für Rom.
Bekannt wurde Scherenberg hauptsächlich durch lyrische Gedichte, bei seinen Zeitgenossen aber auch durch Zeitgedichte, mit denen er aktuelle politische Geschehnisse aufgriff. Sein letzter Gedichtband – Dem Meere zu –, den er druckfertig hinterlassen hatte, wurde erst nach seinem Tod veröffentlicht. Von 1899 bis 1905 war er Mitglied des Preisrichtergremiums der von Johannes Fastenrath nach spanischem Vorbild ins Leben gerufenen Kölner Blumenspiele, einem alljährlich ausgetragenen Poetenwettbewerb.

### Denkmal
Nachdem Scherenberg in Eisenach, wo er sich anlässlich einer Tagung des Vereins Deutscher Eisengießereien aufgehalten hatte, unerwartet verstorben war, regte Fastenrath an, ihm in seiner Geburtsstadt ein Denkmal zu errichten. Nachdem Fastenrath ebenfalls verstorben war, setzte dessen Witwe diesen Plan in die Tat um: Am 72. Geburtstag Scherenbergs wurde in Swinemünde ein von dem steyerischen Bildhauer Hans Brandstetter, Graz, geschaffenes Denkmal enthüllt. Als Standort für das Denkmal befand sich nahe dem Anlegeplatz des Winter-Hafens, gegenüber der
Straßenkreuzung Königsstraße/Lindenstraße.

## Werke (Auswahl)
- Aus tiefstem Herzen. Gedichte. Schindler, Berlin 1860. (Digitalisat)
- Verbannt. Dichtung. Schindler, Berlin 1861. (Digitalisat)
- Stürme des Frühlings. Neue Gedichte. Schindler, Berlin 1865. (Digitalisat)
- Gegen Rom! – Zeitstimmen deutscher Dichter. Herausgegeben von Ernst Scherenberg. Baedeker, Elberfeld 1874. (Digitalisat)
- Hrsg.: Deutsches Künstler-Album. Mit Beiträgen lebender Künstler und Dichter. Bde. 8–10. Breidenbach & Comp., Düsseldorf 1875–1877 (Digitalisat Bde. 1–10)
- Fürst Bismarck. Ein Charakterbild für das deutsche Volk. Baedeker, Elberfeld 1885. (Digitalisat)
- Germania. Dramatische Dichtung. Baedeker, Elberfeld 1885.
- Kaiser Wilhelm I. – Ein Gedenkbuch für das Deutsche Volk, Leipzig 1888.
- Gedichte, Leipzig 1899, 6. Auflage.
- Dem Meere zu. Nachgelassene Gedichte. Martini & Grüttefien, Elberfeld 1905.